# Кавказское сельское поселение (Карачаево-Черкесия)
Кавказское се́льское поселе́ние — муниципальное образование в Прикубанском районе Карачаево-Черкесии Российской Федерации.
Административный центр — посёлок Кавказский.

## История
Статус и границы сельского поселения установлены Законом Карачаево-Черкесской Республики от 6 марта 2006 года № 13-РЗ «от 24 февраля 2004 года № 84-РЗ «Об административно-территориальном устройстве Карачаево-Черкесской Республики»

## Население
| 2002  | 2010  | 2012  | 2013  | 2014  | 2015  | 2016  |
| ----- | ----- | ----- | ----- | ----- | ----- | ----- |
| 3107  | ↘3101 | ↘3047 | ↗3082 | ↗3088 | ↘3079 | ↘3071 |
| 2017  | 2018  | 2019  | 2020  | 2021  | 2023  | 2024  |
| ↘3063 | ↘3058 | ↗3066 | ↗3106 | ↗3114 | ↗3189 | ↗3222 |
| 2025  |       |       |       |       |       |       |
| ↘3214 |       |       |       |       |       |       |

## Состав сельского поселения
| № | Населённый пункт | Тип населённого пункта          | Население |
| - | ---------------- | ------------------------------- | --------- |
| 1 | Кавказский       | посёлок, административный центр | ↗3053     |
| 2 | Красивый         | посёлок                         | ↘61       |